# Siedem filarów mądrości
Siedem filarów mądrości – autobiograficzna powieść autorstwa Thomasa Edwarda Lawrence’a z 1926 roku.
Tytuł pochodzi z Księgi Przysłów 9,1: „Mądrość zbudowała sobie dom i wyciosała siedem kolumn”. Przed pierwszą wojną światową Lawrence rozpoczął prace nad książką naukową o siedmiu wielkich miastach Bliskiego Wschodu, która miała być zatytułowana Siedem filarów mądrości. Kiedy wybuchła wojna, a książka była nieukończona, Lawrence postanowił zniszczyć rękopis.
Po zakończeniu wojny Lawrence postanowił opisać w formie powieści wspomnienia ze swojej działalności wśród Arabów.

## Zarys treści
Fabuła powieści oparta jest na doświadczeniach T.E. Lawrence’a w Arabii podczas I wojny światowej, w szczególności związanych ze zdobyciem fortu Akaba oraz Damaszku. Lawrence, brytyjski oficer, dołącza do wojsk emira Fajsala, przywódcy arabskiego powstania skierowanego przeciwko Turkom. Po przebyciu pustyni wraz z niewielkim oddziałem wojska oraz po udanym ataku na fort Akaba (przeprowadzonym pomiędzy 6 maja a 6 lipca 1917), zyskuje status bohatera wśród Arabów i Anglików. Angażuje się również w polityczne próby zjednoczenia plemion arabskich. Do najważniejszych wątków powieści zalicza się też konflikt wewnętrzny bohatera związany z poszukiwaniem własnej tożsamości oraz koniecznością wyboru lojalności względem ojczystej Brytanii i nowo poznanych wśród pustynnych plemion przyjaciół.

## Odbiór powieści
W uznaniu zasług Lawrence’a awansowano do stopnia pułkownika. Lawrence był gorącym zwolennikiem powstania samodzielnego państwa arabskiego, ale jego plany udało się tylko częściowo zrealizować. Rozczarowany, wycofał się z działalności w sprawach arabskich na początku lat 20. XX wieku.
Zarówno twórca, jak i jego dzieło znaleźli entuzjastów, ale także zagorzałych przeciwników. Kwestionowano prawdziwość relacji Lawrence’a, doszukiwano się u autora ukrytych intencji, widziano w nim gorliwego wykonawcę polityki angielskiej na Bliskim Wschodzie lub przeciwnie – fanatycznego obrońcę wolności Arabów – bądź upatrywano w nim klasycznego outsidera, służącego własnej idei. Zgadzano się na jedno: że książka jest utworem nieprzeciętnym i świadczy o dużych zdolnościach literackich autora oraz odsłania bogatą osobowość, skomplikowaną, złożoną z wielu sprzecznych cech; ukazuje człowieka, który nie potrafi pogodzić się z samym sobą i siebie samego zaakceptować.
Powieść stała się inspiracją dla filmu Lawrence z Arabii z roku 1962 w reżyserii Davida Leana oraz piosenki „Seven Pillars of Wisdom” z roku 2019 autorstwa zespołu Sabaton.